# オクノ修
オクノ 修（おくの おさむ、1952年 - ）は、日本のシンガーソングライター。京都府出身。創業60年にも達する京都市の老舗コーヒーハウス地下店のマスターでもある。
1960年代、10代後半から音楽活動を始め、高田渡、早川義夫、豊田勇造らから影響を受ける。その後はちみつぱいの本多信介らとのバンド活動を通じて、フォーク系以外の音楽へ転向。パンクバンド「アーント・サリー」との出会いによるニュー・ウェーブのバンド活動を経て、再び、弾き語り中心のライヴ活動を行う。これまでにオムニバスを含め、何枚ものアルバムをリリース。

## 経歴
1952年、京都に生まれる。
1969年〜1970年、コンドアウトキ（オクノ修、黒川修司、志村、高原洋）で活動。音楽活動のため、東京に居を移す。
1972年、アルバム『オクノ修』を京都のヒミコスタジオでレコーディングし、そのスタジオが主宰するレーベル・卑弥呼レコードからリリース。
1973年から1974年、東京に出て、スーパーヒューマンクルー（有田武生、杉田、ビショップ）に参加。本多信介（はちみつぱい）らとバンド活動。
1976年頃から実家の珈琲店「六曜社」で働きはじめる。
1981年、アーント・サリーなど当時のパンク・ニュー・ウェーブに触発され、ビートミンツとミントスリーピンの2つのバンドを結成。
2001年、アルバム『帰ろう』発表。
2002年、オムニバスアルバム『はっぴいえんどかばぁぼっくす』に参加。
2003年、アルバム『唄う人』発表。同年、田中亜矢、中川五郎、ひがしのひとし、藤村直樹、古川豪、宮里ひろしらのフォークパルチザン『瓶のなかの球体』に参加。

## ディスコグラフィー
アルバム
- 「オクノ修」（1972）
- 「Beat Mints Slow Mints」（1980）
- 「12 Songs」（1990） ＊ビートミンツ名義
- 「こんにちわマーチンさん」（1994）
- 「帰ろう」（2000）
- 「ミントスリーピン」（2002） ＊ミントスリーピン名義、1981年録音
- 「唄う人」（2003）
- 「ボロロック」（2004） ＊ クーツェ名義
- 「Coffee Songs -てのひらのなかのうた-」（2007）
- 「街角の唄たち - Document Tapes 1979-1981」（2008）
- 「出会ったとき ～オクノ修、高田渡を歌う～」（2011）
- 「ホジキンソンさんの言うことには」（2016）

ソノシート
- 「歩いていこう」（1971） ＊コンドアウトキ名義、漫画雑誌 ｢りぼん｣ （集英社）1971年5月号付録

シングル
- 「胸いっぱいの夜」（1975）